# Éboulement de 1889 à Québec
L'éboulement de 1889 à Québec est un écroulement survenu au bas du cap Diamant à Québec le 19 septembre 1889.

## Déroulement
Le jeudi 19 septembre 1889 vers 19 h 30, un pan du cap Diamant se décroche et descend jusqu'au pied de la montagne, près du fleuve Saint-Laurent. Une partie de la rue du Petit-Champlain est complètement ensevelie sous les rochers. Sept immeubles sont touchés. Selon les sources, 35 à 50 personnes périrent lors de l'événement. Ce n'était pas la première fois qu'un tel désastre survenait à cet endroit. Cet éboulement fut néanmoins le plus meurtrier.
Le journal La Patrie réagit ainsi le lendemain de la tragédie :
« À cette heure seulement on commence à comprendre l'étendue du désastre qui vient de fondre sur notre ville. Il y a encore plus de personnes sous les débris qu'on se l'imaginait d'abord. De partout on entend les appels déchirants « Au secours! » Malgré l'ardeur déployée par les soldats, l’œuvre de sauvetage ne marche pas rapidement, vû l'amoncellement d'énormes quartiers de roc. »
— La Patrie, Montréal, 20 septembre 1889

## Causes et conséquences

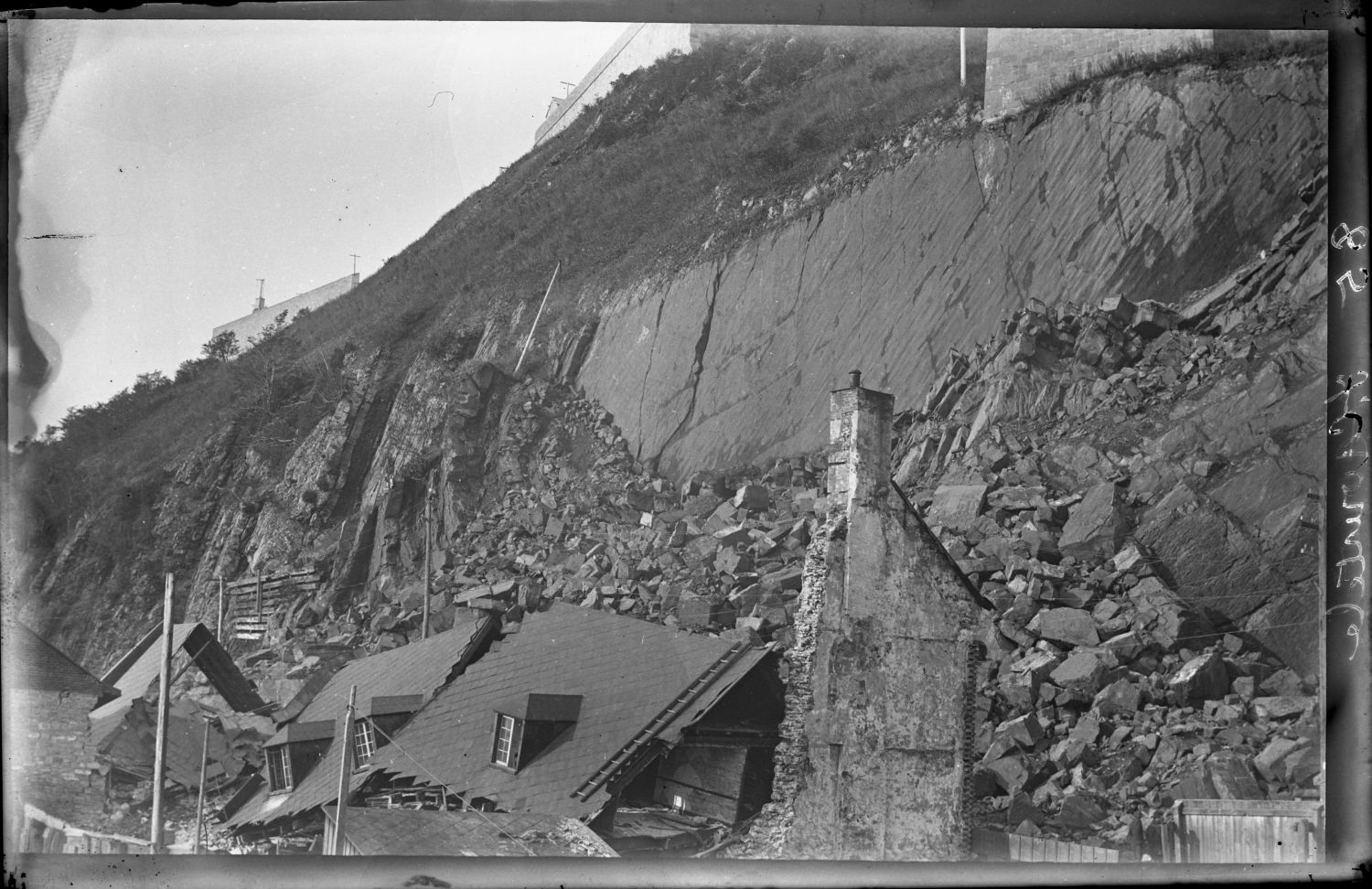
Maisons détruites
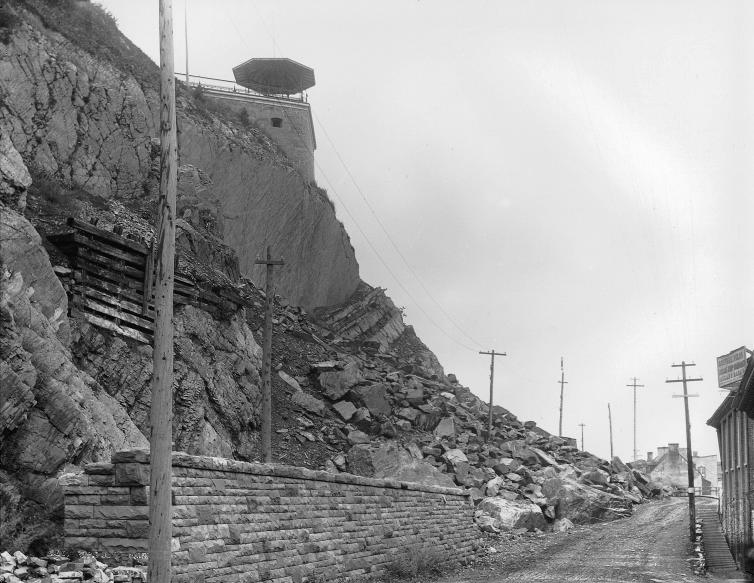
Maisons détruites
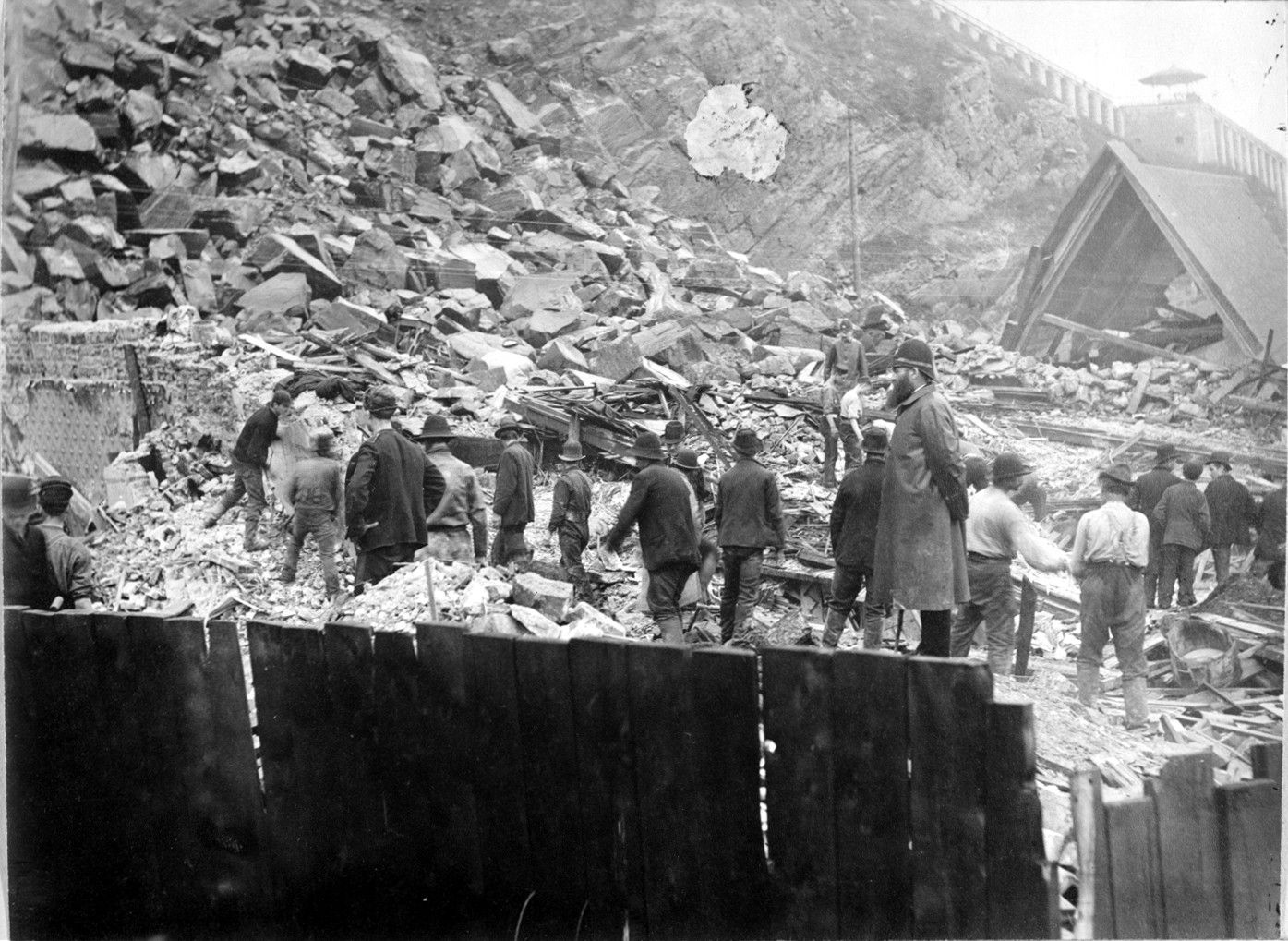
Les ruines dans la rue Champlain, au lendemain de la catastrophe
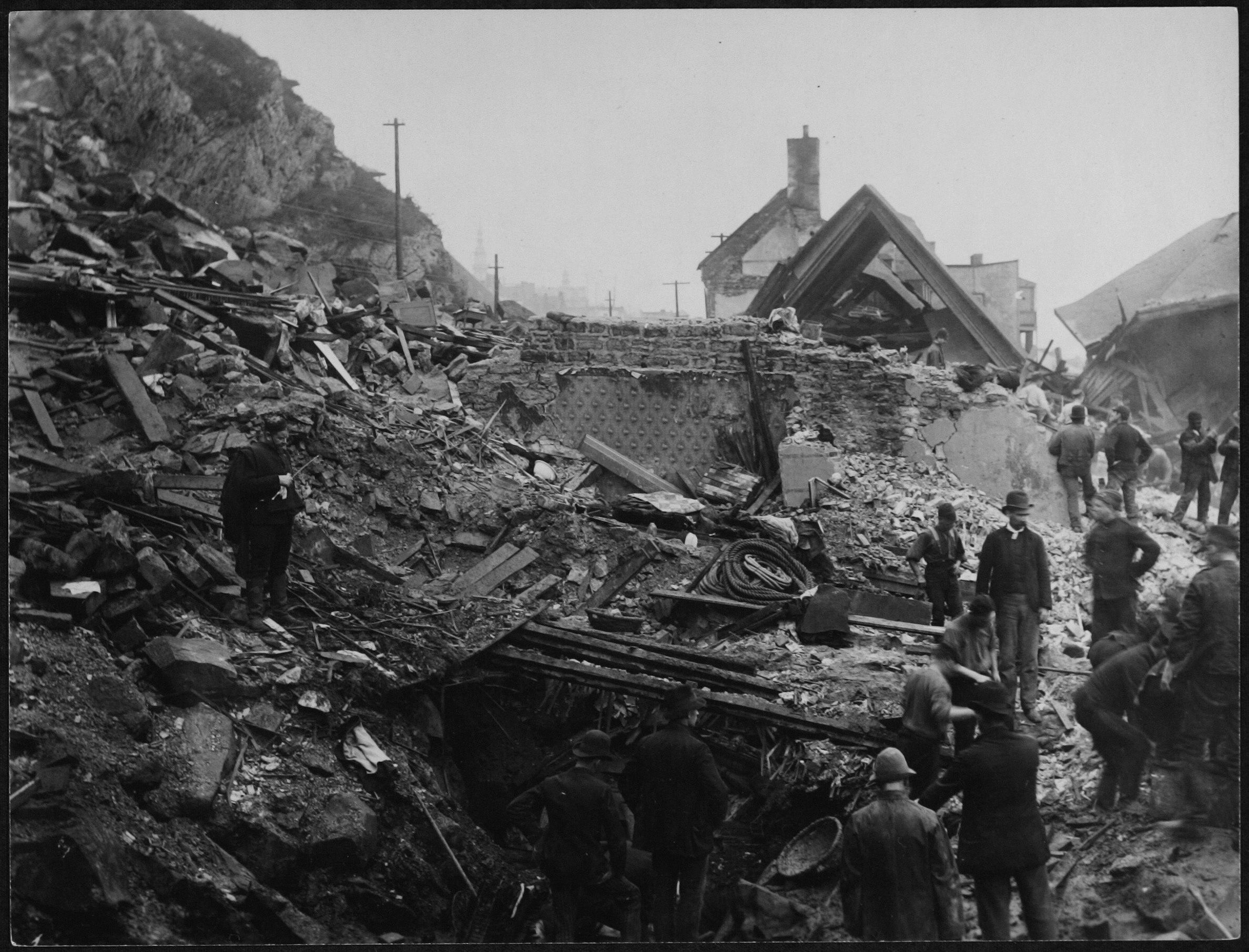
La rue Champlain, au lendemain de la catastrophe

Quelque temps avant l'éboulement, de fortes pluies s'abattent sur la région de Québec ce qui augmenta les anfractuosités dans le roc. De plus, les différents bâtiments touchés étaient situés contre une falaise très abrupte et sans végétation. Depuis la tragédie, aucun éboulement d'importance n'est survenu. De nos jours, des grillages sont présents à divers endroits pour empêcher des chutes de pierre et de petits éboulements et un muret de plusieurs mètres de hauteur est érigé en partie le long du boulevard Champlain, en bas du cap. L'effondrement du 19 septembre 1889, aura été celui ayant fait le plus victimes. 

### Liste des victimes de la catastrophe

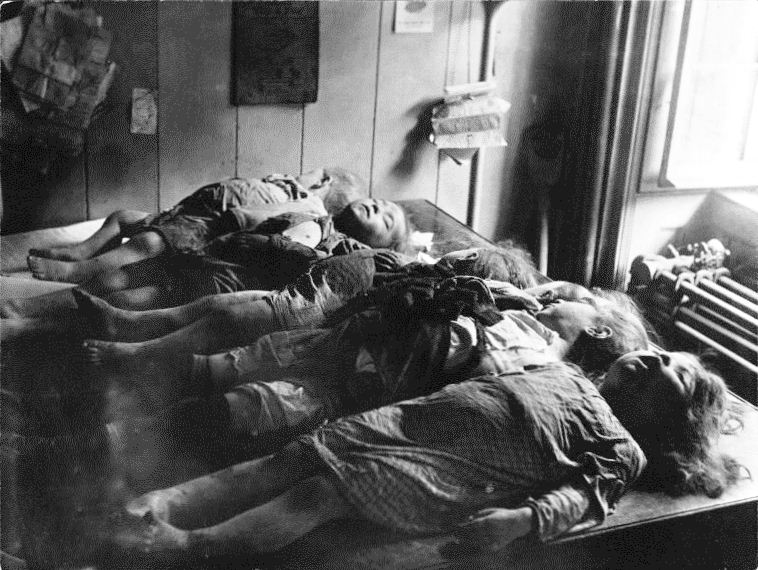
De jeunes victimes de la tragédie à la morgue, au lendemain de l'éboulement

Liste des victimes de la catastrophe :
- Essie Fitzgerald, 3 ans.
- Joseph Fitzgerald, 1 an.
- Timothy Berrigan, 68 ans.
- Denis-Christopher Berrigan, 29 ans.
- Catherine Airs, 27 ans.
- Thomas Nolan, 26 ans.
- Catherine Kemp, 25 ans.
- Rose-Ann McBreaty, 72 ans.
- Joseph Kemp, 74 ans. Succombe à ses blessures le 24 septembre.
- Mary Leahey, 69 ans.
- Thomas Farrell, 35 ans.
- Lawrence Farrell, 3 ans.
- Stella Farrell, 5 ans.
- Agnes Farrell, 7 ans.
- Margaret Walsh, 32 ans.
- Ellen Walsh, 28 ans.
- Ellen Bradley, 7 ans.
- Alice Bradley, 4 ans.
- Margaret Bradley, 2 ans.
- Mary-Agnes Bradley, 2 semaines.
- Richard Leahey, 36 ans.
- Julia Doyle, 36 ans.
- Nora Kennedy, 14 ans.
- Catherine Lane, 62 ans.
- Michael Deahey, 70 ans.
- Agnes Burke, 2 ans.
- Ellen Burke, 10 mois.
- Mary-Jane Allen, 32 ans.
- Charles Allen, 70 ans.
- Agnes Pollick, 66 ans.
- Catherine Allen, 18 ans.
- Thomas Pemberton, 20 ans.
- Catherine Mckinnon, 65 ans.
- Louisa Adams, 65 ans.
- John Henry, 65 ans.
- Mary-Ann Bert, 27 ans.
- Robert-Samuel Lawson, 1 an.
- Henry Black, 49 ans.
- James Black, 5 ans.
- William Black, 16 ans.
- Jane Bracken, 80 ans.
- George Miller, 12 ans.
- Richard Maybury, 65 ans.
- Jane Miller, 53 ans.
- Richard Maybury, 11 ans.